# Pierre Ier de Luxembourg-Saint-Pol
Pour les articles homonymes, voir Pierre Ier.
Pierre Ier de Luxembourg, né en 1390, mort à Rambures le 31 août 1433 fut comte de Brienne, de Conversano de 1397 à 1433 et de Saint-Pol de 1430 à 1433. Il était fils de Jean comte de Saint-Pol, seigneur de Beauvoir, et de Marguerite d'Enghien, comtesse de Brienne et de Conversano, et petit-fils de Guy de Luxembourg, comte de Ligny, et de Mahaut de Châtillon, comtesse de Saint-Pol.
Son nom vient du fait qu'il était un descendant de 6ème génération de Henri V, comte de Luxembourg, appartenant donc à la branche française de la maison de Luxembourg.
Philippe III le Bon le fit chevalier de la Toison d'Or en 1430. Allié aux Anglais, son gendre duc de Bedford lui confia un corps d'armée avec lequel il assiégea Saint-Valery-sur-Somme. Il mourut de la peste à Rambures.

## Union et postérité
Il épousa en 1405 Marguerite des Baux (° 1394 † 1469), fille de François des Baux, duc d'Andria, et de Sueva Orsini. Ils eurent :
- Thibault de Luxembourg (° c. 1410 † 1477), seigneur de Fiennes et comte de Brienne, puis évêque du Mans ;
- Jacquette (° 1415 † 1472), mariée :
  1. en 1433 à Jean de Lancastre († 1435), duc de Bedford,
  2. puis en 1435 Richard Woodville, Baron Rivers et plus tard le 1er Comte Rivers. Par ce second mariage, elle sera la mère de Élisabeth Woodville, femme du roi Édouard IV d'Angleterre : d'où la suite des rois d'Angleterre ;
- Louis de Luxembourg (° 1418 † 1475), comte de Saint-Pol, de Brienne, de Ligny, de Guise et de Conversano, connétable de France, grand-père entre autres de Marie de Luxembourg ;
- Jacques de Luxembourg-Ligny (° 1426 † 1487), seigneur de Richebourg ;
- Valéran, mort jeune ;
- Jean, mort en Afrique ;
- Catherine († 1492), mariée en 1445 à Arthur III de Bretagne (° 1393 † 1458), duc de Bretagne ;
- Philippe, abbesse de Saint-Maixent ;
- Isabelle († 1472), mariée en 1443 à Charles IV d'Anjou (° 1414 † 1472), comte du Maine et de Guise.